# The One Grand Show
The One Grand Show est une comédie musicale produite par Berndt Schmidt et mise en scène par Roland Welke. Le spectacle est produit la première fois sur scène le 6 octobre 2016 au Friedrichstadt-Palast à Berlin. La représentation est accomplie par plus de 60 danseurs et danseuses et accompagnée d'un orchestre de 17 musiciens.

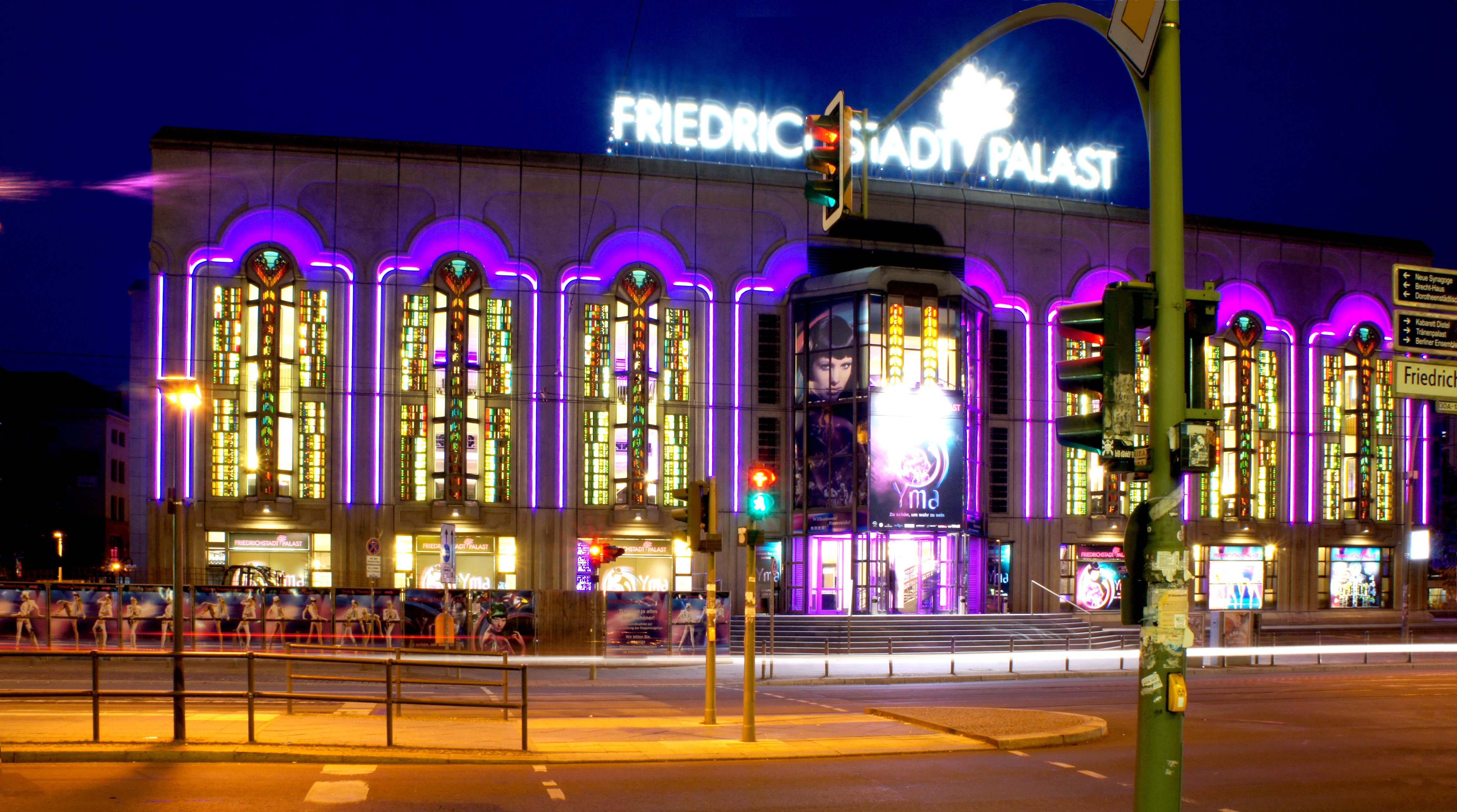
Friedrichstadt-Palast où se produit la troupe du One Grand Show.

La plupart des costumes ont été conçus par le couturier français Jean-Paul Gaultier. On retrouve également sur scène le soliste Roman Lob.

## Accueil
Le spectacle reçoit un bon accueil avec plus de 750 000 spectateurs recensés mi-2018 depuis la première. À l'étranger, le spectacle fait surtout parler de lui en France, en raison de la participation de Jean-Paul Gaultier aux costumes.